# Rum (Tirol)
Rum is een gemeente in het district Innsbruck Land van de Oostenrijkse deelstaat Tirol met 8352 inwoners in 2001. Rum grenst aan Innsbruck en ligt aan de zuidzijde van de Inndalketen, aan de dorpsstraat naar Hall in Tirol. Rum behoort tot de MARTHA-dorpen (Mühlau, Arzl, Rum, Thaur en Absam).
Als gevolg van de nabije ligging van de deelstaatshoofdstad Innsbruck heeft Rum na de Tweede Wereldoorlog een grote bevolkingsgroei doorgemaakt. De dorpskern met de gotische parochiekerk ligt aan de voet van een helling. De wijk Neurum ligt ten zuiden van de Oostenrijkse rijksweg B171 richting Hall. Het woongebied werd gebouwd in de jaren zeventig, en grenst in het westen direct aan het Olympische dorp in het Innsbrucker stadsdeel Arzl. Verder zijn in de kern een groot aantal industrie- en handelsbedrijven gevestigd. Rum is een van de rijkste gemeentes van Tirol. Het dorpsdeel Hochrum ligt boven de oude hoofdkern. Hier bevindt zich, naast het vanaf 1955 gebouwde woongebied, een privékliniek.

## Geboren
- Clemens Fankhauser (1985), Oostenrijks wielrenner